# Aleksander Zajączkowski
Aleksander Marian Zajączowski (ur. 10 stycznia 1950 w Głubczycach) – polski zapaśnik, trener, olimpijczyk z Montrealu 1976.
W czasie kariery sportowej (lata 1963-1981) reprezentował Unię Racibórz. Walczył w stylu klasycznym w wadze papierowej (48 kg). Trzykrotny mistrz Polski w latach 1974, 1975, 1977.
Uczestnik mistrzostw świata w 1974 roku podczas których wywalczył 4. miejsce
Na igrzyskach w 1976 roku w Montrealu wystartował w wadze papierowej zajmując 11. miejsce.
Po zakończeniu kariery sportowej trener młodzieży w klubie Unia Racibórz. Był pierwszym trenerem olimpijczyka Ryszarda Wolnego.